# Liste der Biografien/Iy
Liste der Biografien |
Portal Biografien |
Personensuche
# |
A |
B |
C |
D |
E |
F |
G |
H |
I |
J |
K |
L |
M |
N |
O |
P |
Q |
R |
S |
T |
U |
V |
W |
X |
Y |
Z |
?
 
Ia |
Ib |
Ic |
Id |
Ie |
If |
Ig |
Ih |
Ii |
Ij |
Ik |
Il |
Im |
In |
Io |
Ip |
Iq |
Ir |
Is |
It |
Iu |
Iv |
Iw |
Ix |
Iy |
Iz
Die Liste der Biografien führt alle Personen auf, die in der deutschsprachigen Wikipedia einen Artikel haben. Dieses ist eine Teilliste mit 37 Einträgen von Personen, deren Namen mit den Buchstaben „Iy“ beginnt.

## Iy
- Iy, altägyptischer Beamter

### Iya
- I'yadh, Fudhil (* 2001), singapurischer Fußballspieler
- Iyambo, Abraham (1961–2013), namibischer Politiker
- Iyambo, Nickey (1936–2019), namibischer Mediziner und Politiker (SWAPO)
- Iyamu, Ron (* 1992), deutscher Schauspieler
- Iyanaga, Shōkichi (1906–2006), japanischer Mathematiker
- Iyasu I. († 1706), äthiopischer Kaiser
- Iyasu II. (1723–1755), Negus Negest (Kaiser) von Äthiopien
- Iyasu III. († 1788), äthiopischer Kaiser (1784–1788)
- Iyasu IV., Nǝguśä Nägäśt (Kaiser) von Äthiopien
- Iyasu V. (1897–1935), ungekrönter Kaiser von Äthiopien
- Iyayi, Festus (1947–2013), nigerianischer Schriftsteller
- Iyaz (* 1987), US-amerikanischer R&B-Sänger

### Iyc
- Iychernofret, altägyptischer Schatzmeister

### Iye
- Iyengar, Ariyakkudi Ramanuja (1890–1967), indischer Sänger der karnatischen Musik
- Iyengar, B. K. S. (1918–2014), indischer Yoga-LehrerB. K. S. Iyengar (1918–2014)

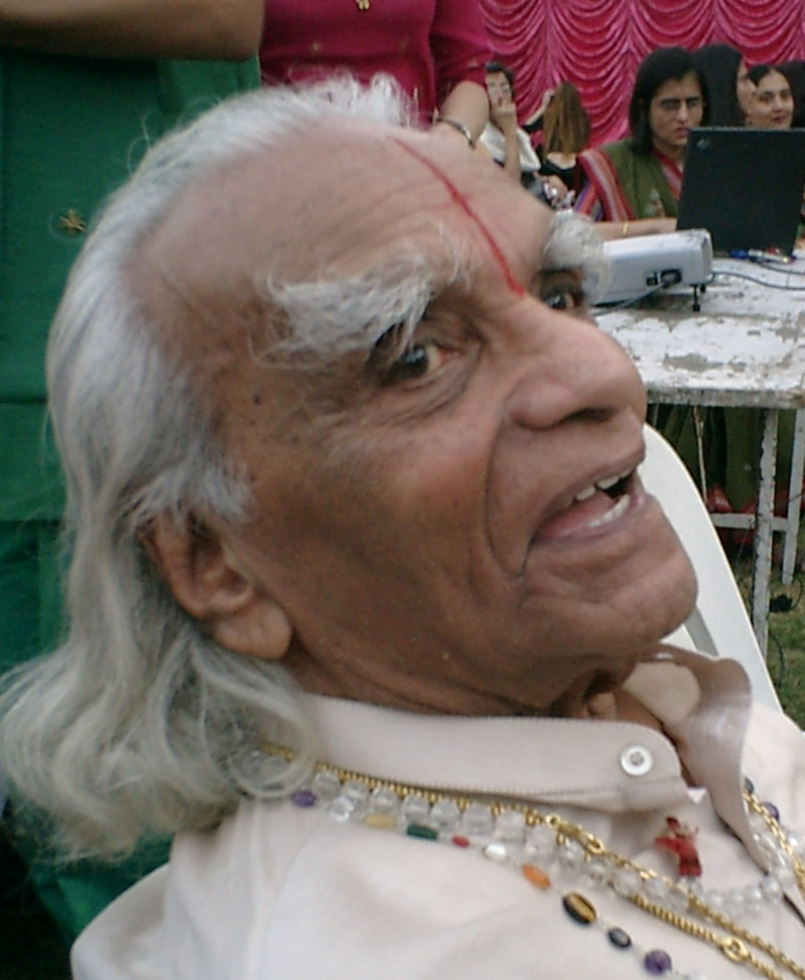
B. K. S. Iyengar (1918–2014)

- Iyengar, Sheena (* 1969), kanadisch-US-amerikanische Psychologin
- Iyer, Balkrishna (* 1956), indischer Tablaspieler
- Iyer, Lars (* 1970), britischer Schriftsteller und Philosoph
- Iyer, Madurai Mani (1912–1968), indischer Sänger der karnatischen Musik
- Iyer, Sangita, Elefantenschützerin, Filmemacherin, Autorin, Journalistin
- Iyer, Semmangudi Srinivasa (1908–2003), indischer Sänger der Karnatischen Musik
- Iyer, Shreyas (* 1994), indischer Cricketspieler
- Iyer, V. Ganapathy (1906–1987), indischer Mathematiker
- Iyer, Vijay (* 1971), US-amerikanischer Jazz-Pianist und Komponist

### Iyi
- Iyi, Selman (* 1993), deutsch-türkischer Schauspieler
- İyican, Ali Eren (* 1999), türkischer Fußballspieler
- İyik, Salim (* 1998), türkischer Fußballspieler
- İyitanır, Galip (* 1950), deutsch-türkischer Filmeditor und Dokumentarfilmregisseur

### Iyn
- İynemli, Aras Bulut (* 1990), türkischer SchauspielerAras Bulut İynemli (* 1990)

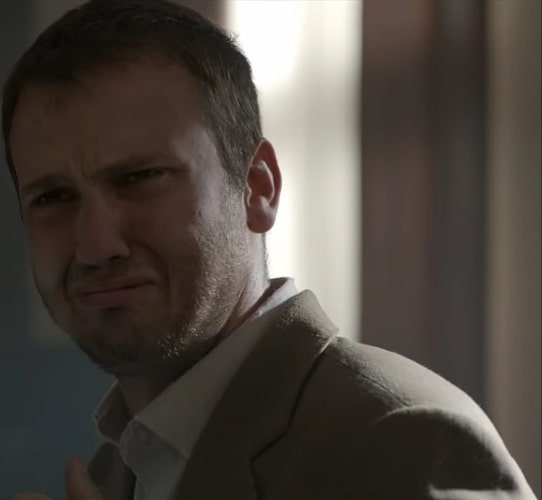
Aras Bulut İynemli (* 1990)

### Iyo
- Iyobosa Edokpolor, Nosa (* 1996), österreichischer Fußballspieler
- Iyodo, Abdul (* 1979), nigerianischer Fußballspieler
- Iyoha, Emmanuel (* 1997), deutscher Fußballspieler
- Iyoha, Osamu Henry (* 1998), japanischer Fußballspieler
- Iyorhe, Mimisen (* 1984), nigerianische Fußballschiedsrichterassistentin
- Iyori, Keitaro (* 1999), japanischer Fußballspieler

### Iyt
- Iytenu, altägyptischer König der 8. Dynastie